# John James Grant
John James Grant est un officier général canadien. Il a été lieutenant-gouverneur de la Nouvelle-Écosse d'avril 2012 à juin 2017.